# Sulejman Vuçitërna
Sulejman Vuçitërna (ur. 11 września 1898 we wsi Verbovc, zm. 15 października 1948 we Vloçisht) – albański wojskowy (pułkownik) i polityk z Kosowa, dziadek Vjosy Osmani.

## Życiorys
Urodził się we wsi Verbovc (gmina Glogovac), był synem duchownego muzułmańskiego Bajrama Kastratiego. Pochodził z rodziny Kastrati, ale w dorosłym życiu posługiwał się nazwiskiem Vuçitërna. Po ukończeniu szkoły w rodzinnej miejscowości, w wieku 16 lat przyłączył się do ruchu kaczaków, ruchu separatystycznego walczącego przeciwko władzy serbskiej w Kosowie. Po koniec I wojny światowej dowodził oddziałem złożonym z 400 osób. W 1919 jego oddział został otoczony przez żandarmerię Królestwa SHS w rodzinnej miejscowości. Udało mu się uciec z okrążenia, ale w walce zginął jego brat Isufi, a dom rodzinny został spalony przez żandarmów. Skazany zaocznie na karę śmierci, w 1922 przedostał się do Czarnogóry, a następnie przepłynął Jezioro Szkoderskie i przedostał się do Albanii. 
W roku 1929 ukończył szkołę pedagogiczną w Elbasanie (Shkolla Normale), a następnie osiadł w Tiranie, gdzie poślubił Faikę Spatharę, córkę pułkownika armii osmańskiej Mustafy Spathary. Po otrzymaniu stypendium państwowego rozpoczął studia w Akademii Wojskowej w Turynie, które ukończył w 1933 z wyróżnieniem. Studia kontynuował w Grazu. Po powrocie do kraju rozpoczął służbę w Albańskiej Armii Narodowej. Pod koniec lat 30. wykładał w szkole oficerskiej w Tiranie, awansując na stanowisko jej komendanta. Po agresji włoskiej na Albanię w kwietniu 1939 odmówił służby w pro-włoskich siłach zbrojnych i podał się do dymisji. Brak możliwości utrzymania rodziny spowodował, że Vuçitërna powrócił do Kosowa, a w 1941 zdecydował się wstąpić do Albańskiej Armii Narodowej (Ushtria Kombētare Shqiptare), działającej pod egidą włoską. W stopniu podpułkownika został mianowany dowódcą sił albańskich operujących w rejonie Czarnogóry i południowej Serbii. W marcu 1943 na czele oddziałów regularnych i wspierających je oddziałów albańskich ochotników toczył ciężkie walki z oddziałami jugosłowiańskiego ruchu oporu. Sukcesy militarne w działaniach w rejonie Raški potwierdził awans na stopień pułkownika. W tym czasie był związany politycznie z Albańskim Ruchem Narodowo Demokratycznym (Levizja Nacional-Demokrate Shqiptare), kierowanym przez Ymera Berishę i Luana Gashiego. Od 1943 pozostawał w stałym kontakcie z brytyjskim wywiadem.
W 1944 otrzymał rozkaz powrotu do Tirany, gdzie zamieszkał w domu, który sam zbudował w latach 30. 14 listopada 1944, jeszcze przed wyzwoleniem Tirany z okupacji niemieckiej Vuçitërna został aresztowany przez partyzantów komunistycznych. Pod koniec listopada t.r. osadzony w starym więzieniu w Tiranie, przez trzy miesiące poddawany torturom. Proces Vuçitërny odbył się w marcu 1945 przed Sądem Specjalnym w Tiranie (przew. Bedri Spahiu). 14 kwietnia 1945 Vuçitërna został skazany na 30 lat więzienia i skierowany do obozu pracy we Vloçisht, gdzie pracował na bagnach Maliq. Zmarł 15 października 1948 w obozie, prawdopodobnie na skutek krwotoku wywołanego samookaleczeniem i przy braku pomocy lekarskiej.

## Życie prywatne
Był żonaty (żona Faika), miał czterech synów i córkę.